# Pethia erythromycter
Pethia erythromycter е вид лъчеперка от семейство Шаранови (Cyprinidae).

## Разпространение
Видът е разпространен в Мианмар.

## Описание
Този вид достига дължина от 33 мм.